# Jan Bruylants jr.
Jacobus Franciscus Joannes (Jan) Bruylants (Antwerpen, 16 december 1871 - Berchem, 24 februari 1928), ook bekend onder de pseudoniemen Auctor, J.B. Janszoone, Jacq Spear en Zebedeus, was een Belgisch journalist, auteur en dramaticus.

## Levensloop
Hij was de zoon van redacteur en dramaticus Jan Bruylants sr.
Hij werkte als ambtenaar in de Antwerpse haven, alwaar hij directeur Kaaien en Stapelhuizen was. Daarnaast schreef hij een dagelijkse kroniek over het leven in Antwerpen in De Vlaamsche Gazet en verzorgde hij de rubriek vragen van den dag in het weekblad De Zweep. Voorts schreef hij onder meer voor de kranten De Koophandel en De Vroegpost, alsook voor het tijdschrift De Zaaier.
Hij was de schoonvader van operazangeres Gabriella Franssen en de grootvader van schilderes en auteur Liane Bruylants.
Zijn laatste rustplaats bevindt zich op de Begraafplaats van Berchem.

## Werken
- Twee geheime politieagenten (Hynderickx, 1889)
- Eene liefde (Dela Montagne, 1891)
- Novellen (Janssens, 1896)
- Baekelant of de voorzaten van Robert en Bertrand (J. Hoste et Leën, 1897)
- Thyl Uilenspiegel in Vlaanderen (L. Opdebeek, 1904)
- De Laatste lotgevallen van Robert en Bertrand (De Vlaamsche Boekhandel, 1905)
- De Boeren van Olen (De Vlaamsche Boekhandel, 1909)
- De reis rond de wereld door twee Vlaamsche jongens (De Vlaamsche Boekhandel, 1910)
- De belanghebbenden van 't bombardement: brieven van Zebedeus / De heldhaftige Zebedeus gedurende 't bombardement van Antwerpen (Goudswaard, 1915)
- Tijl Uilenspiegel aan het front en onder de Duitschers (L. Opdebeek, 1921)

## Toneel
- Gardevil' en piot; blijspel in een bedrijf (1891)
- Het portret van een meid (1891)
- Door de misdaad gestraft; ernstige tweespraak (1892)
- De eerste hoofdrol; blijspel in een bedrijf (1892)
- Werkstaker; schouwspel in een bedrijf (1894)
- Vaderplicht; toneelschets in een bedrijf (1897)
- Een gekozene des volks; geprimeerd blijspel in vier bedrijven (1898)
- Wat een vader lijden kan; luimige toneelschets in een bedrijf (1899)
- Hoovaardigheid; komedie in drie bedrijven (1900)
- De ziel des volks; toneelspel in vijf bedrijven (1901)
- Mele's straf; i.s.m. Leo Van Nerum; toneelfragment (1902)
- Het verleden; toneelspel in drie bedrijven (1902)
- Een herder; toneel (1903)
- De gevolgen eener ontvluchting; geprimeerde klucht in vier bedrijven (1904)
- Le berger; toneel (1904)
- Adeltrots; toneelspel in drie bedrijven (1906)
- Vastenavondspel; blijspel in drie bedrijven (1906)
- De waarheid; toneelspel in drie bedrijven (1908)
- Jongelingszonde; toneelspel in drie bedrijven (1914)
- De graaf van Caarteghem; toneel (1921)
- Zielegrootheid; toneel (1921)
- Zij dient; blijspel in zes taferelen (1923)

## Historisch document
- Tijl Uilenspiegel in Vlaanderen; dbnl